# ナーズの復讐
『ナーズの復讐』（ナーズのふくしゅう、原題：Revenge of the Nerds）は、1984年に公開されたジェフ・カニュー監督によるアメリカ合衆国のコメディ映画。
カレッジのフラタニティを舞台としたこの作品は、文字通り、ナードたちの復讐を描いたもので、体育会系の学生たちに迫害されいじめられている彼らが、彼らの武器としてのコンピュータを駆使してそのジョックたちに復讐してゆくという物語。
その場面の多くがアリゾナ大学で撮影された。その広報用のポスターには、フットボール体型の男達（ジョック）を踏みつけつつ、チアリーダーたちを侍らせながら満面の笑みを浮かべている眼鏡を掛けた二人の青年（ナード）が描かれている。
続編に以下がある。
- ナーズの復讐 II／ナーズ・イン・パラダイス (1987)
- ナーズの復讐 III／ナーズ軍団、最終決戦！ ＜TVM＞ (1992)
- 新ナーズの復讐／あぶない4（フォー）ウェディング ＜TVM＞ (1994)

## キャスト
- ルイス・スコルニック（ナーズ・コンビの一人） - ロバート・キャラダイン
- ギルバート・ローウェル（ナーズ・コンビの一人） - アンソニー・エドワーズ
- ダドリー・“ブーガー”・ドーソン（ナーズ軍団のドラッグ好きの変人） - カーティス・アームストロング
- アーノルド・ポインデクスター（バイオリンを弾くギーク） - ティモシー・バスフィールド
- ラマー・ラトレル（ナーズ軍団のゲイの黒人） - ラリー・B・スコット
- ハロルド・ウォームザー（飛び級をして大学に入った少年） - アンドリュー・カシーズ
- トシロー・タカシ（ナーズ軍団の日系人） - ブライアン・トチ
- ベティ・チャイルズ（チアーリーダー軍団の女子） - ジュリア・モンゴメリー
- スタン・ゲイブル（ジョックスのリーダー） - テッド・マッギンリー
- ジュデイ（ルイスの彼女になる、女ナーズ） - ミシェル・メイリンク
- ユーリック学長 - デヴィッド・ウォール
- ハリス（フットボールのコーチ） - ジョン・グッドマン
- U・N・ジェファーソン（黒人系フラタニティ全国組織のリーダー） - バーニー・ケイシー
- ルイスの父親 - ジェームズ・クロムウェル